# Inštitut za slovensko literaturo in literarne vede
Inštitut za slovensko literaturo in literarne vede deluje pod okriljem Znanstvenoraziskovalnega centra Slovenske akademije znanosti in umetnosti in se ukvarja s sistematičnim raziskovanjem literature.

## Delovanje
Težišči raziskovalnega dela sta:
- slovenska literatura in literarna veda ter z njima povezana umetnostna, estetska, kulturna in zgodovinska problematika;
- teoretična in metodološka vprašanja, način obstoja literature, njeni funkcijski, sistemski, recepcijski in aksiološki vidiki ter njihova refleksija v različnih usmeritvah literarne vede.

Njegovi raziskovalki in raziskovalci opravljajo primerjalnozgodovinske, teoretične in metodološke raziskave literarnih dob, smeri, žanrov, oblik, stila, verza in literarnovednih pristopov. Njihov cilj je pridobivanje novih spoznanj, preverjanje in uvajanje novih metodologij. Prednostna so tista področja, ki zahtevajo dolgoročno skupinsko delo ali dopolnjevanje spoznanj ter tista, ki so za sodobno stroko še posebej aktualna.
Inštitut prireja znanstvene sestanke z mednarodno udeležbo, pripravlja kritične izdaje starejših slovenskih slovstvenih besedil, dokumentarnega gradiva in literarnozgodovinskih del v knjižni in elektronski obliki ter v zbirki Studia litteraria znanstvene monografije in zbornike razprav. Pogosto sodeluje s Slovensko akademijo znanosti in umetnosti oz. ZRC SAZU, drugimi domačimi in tujimi raziskovalnimi in izobraževalnimi ustanovami ter mednarodnimi strokovnimi združenji. Raziskovalci sodelujejo tudi v znanstvenih revijah (Slavistična revija, Primerjalna književnost, CLCweb: Comparative Literature and Culture).

## Zgodovina
Na pobudo literarnega zgodovinarja in takratnega predsednika SAZU Franceta Kidriča je bil statut inštituta sprejet decembra leta 1947, sestavo in notranjo ureditev pa je dobil julija naslednjega leta. V okviru  SAZU je po 2. svetovni vojni nastalo več raziskovalnih zavodov (Inštitut "Jožef Štefan", Kemijski inštitut idr.), od katerih so se nekateri osamosvojili, drugi pa delujejo v sklopu Znanstvenoraziskovalnega centra SAZU. Prvotno je inštitut nosil ime "Inštitut za literaturo", sedanje ime pa je dobil ob reorganizaciji leta 1972. 
V statutu zapisane naloge:
- kritični, na temelju novih znanstvenih metod osnovani študij problemov literarne vede;
- priprava znanstvenih monografij in prispevkov;
- revizija slovenskega literarnozgodovinskega dela z vidika moderne znanstvene metode;
- kritične in komentirane izdaje slovenskih klasikov in korespondence znamenitih Slovencev;
- nadaljevanje in dopolnjevanje Slovenskega biografskega leksikona;
- vodstvo dela znanstvenih aspirantov in kandidatov za naslov doktorja.

V prvih letih delovanja so bile zmožnosti inštituta zaradi pomanjkanja denarja in primernih prostorov omejene. Od leta 1952 je v njem redno delovalo predvsem uredništvo Slovenskega biografskega leksikona.
Ob ustanovitvi je imel inštitut poleg Franceta Kidriča (ki je bil hkrati in predvsem predsednik SAZU) le eno raziskovalko. Število je do konca 60. let, pod vodstvom Antona Ocvirka naraslo na pet, s koncem naslednje dekade na deset, v 80. letih pa je bilo doseženo današnje število enajstih raziskovalcev.

## Organizacijska sestava
V sklopu Inštituta delujeta dve sekciji:
- sekcija za slovensko literarno zgodovino,
- sekcija za literarno teorijo.

Po reorganizaciji leta 1972 so inštitut sestavljale tri sekcije: sekcija za slovensko literarno zgodovino, sekcija za literarno teorijo ter sekcija za biografiko, bibliografijo in dokumentacijo. Slednja se je ob ponovni reorganizaciji ob 50-letnici inštituta leta 1999 osamosvojila in se preoblikovala v Inštitut za biografiko in bibliografijo (zdaj Inštitut za kulturno zgodovino).

### Knjižnica
Knjižnica deluje v sklopu Biblioteke SAZU in je skupna z Inštitutom za kulturno zgodovino. Njen knjižni fond obsega približno 35.000 enot, kar vključuje slovenske in tuje literarnozgodovinske in teoretične monografije, zbirke literarnih del v znanstvenih in študijskih izdajah, izbor starejšega slovenskega leposlovja, periodiko ter skoraj popolna zbirka starejših slovenskih revij. Letni prirast gradiva je približno 500 enot.

## Upravniki oz. predstojniki
- France Kidrič (1948–1950)
- Josip Vidmar (1950–1964)
- Anton Ocvirk (1965–1980)
- Janko Kos (1980–1983)
- Darko Dolinar (1983–2011)
- Marko Juvan (2011–2021)
- Matija Ogrin (2021–)

## Nekdanji sodelavci (pokojni in upokojeni)
- France Kidrič, Josip Vidmar, Anton Slodnjak (zunanji znanstveni sodelavec), Dušan Pirjevec, Primož Kozak, Drago Šega, France Bernik, Vlasta Pacheiner-Klander, Majda Stanovnik, Darko Dolinar, Marjan Dolgan, Jola Škulj in Alenka Maček (tajnica), Sonja Stergaršek (bibliotekarka); v sekciji za bibliografijo, biografiko in dokumentacijo, ki se je konec 90. let osamosvojil kot Inštitut za biografiko in bibliografijo (zdaj Inštitut za kulturno zgodovino ZRC SAZU), pa še Milena Uršič, Alfonz Gspan, Nada Gspan Prašelj, Jože Munda, Jože Faganel, Franca Buttolo, Metka Bögel-Dodič, Martin Grum ...

## Trenutni sodelavci
- Monika Deželak Trojar, Nina Ditmajer, Marijan Dović, Jernej Habjan, Andraž Jež, Marko Juvan, Alenka Koron (bibliotekarka, v pok.), Lucija Mandić, Matija Ogrin (predstojnik), Mojca Šorli, Sergej Valijev, Luka Vidmar, Andrejka Žejn